# Star Trek: The Motion Picture
Star Trek: The Motion Picture (en España, Star Trek: la película; en Hispanoamérica, Viaje a las estrellas: la película; algunas veces, abreviada como ST:TMP) es una película estadounidense de ciencia ficción que forma parte del universo de Star Trek, creado por Gene Roddenberry. Fue la primera película de la franquicia basada en la serie de los 60 (Star Trek: La Serie Original), y se estrenó el 7 de diciembre de 1979. Su director fue el ganador del Óscar de la Academia Robert Wise; era su tercer film de ciencia ficción. Star Trek: The Motion Picture revitalizó la franquicia, que continuaría la historia con nueve secuelas y tres películas más que continuaron el relato en forma de reinicio entre 2009 y 2016.

## Argumento
La nave estelar USS Enterprise está bajo un gran reacondicionamiento y su excomandante, James T. Kirk, ha sido ascendido a Almirante y ahora es Jefe de Operaciones de la Flota Estelar. Una poderosa fuerza alienígena, en forma de una masiva nube de energía con una longitud de 82 unidades astronómicas, es detectada en espacio Klingon y parece dirigirse rumbo a la Tierra. A su paso, la nube destruye tres naves Klingons y la estación espacial de la flota Epsilon 9, con un rayo de alta energía. Como única nave en rango del alcance, la flota envía la Enterprise para interceptar la nube, acelerando su reacondicionamiento, el cual deberá ser probado en el transcurso de la misión asignada.
El Almirante Kirk toma el mando de la nave, lo cual disgusta al capitán William Decker, quien ha supervisado las mejoras como nuevo oficial. Con varios de los exmiembros de la tripulación a bordo, la Enterprise inicia su viaje. 
Al interceptar la nube alienígena, reciben un ataque de un rayo de energía por no poder comunicarse con ella, hasta que Spock descubre una señal de ondas de radio muy extraña, con la que finalmente pueden comunicarse, la nave recibe el saludo, logra introducirse en la nube con un rayo de atracción y la promesa de que no serán destruidos, descubren una vasta nave dentro con una longitud de 78.2 kilómetros que empuja a la Enterprise a su interior con un rayo de atracción. 
Una sonda alienígena aparece en el puente y ataca a Spock, después de que éste intentara impedir la recopilación de información estratégica de la Flota Estelar por parte de dicha sonda. Así es como abduce a la navegante Ilia, quien más tarde es reemplazada por una sonda robótica avanzada, enviada por alguien llamado V'Ger para estudiar a la tripulación de la nave.
Decker queda perturbado por la pérdida de Ilia, con la que tenía una historia romántica, y encuentra dificultad en obtener información de la sonda robótica, la cual posee los sentimientos y recuerdos que tenía Ilia por él. Al mismo tiempo, Spock toma un traje espacial y se dirige a la nave alienígena, intentando realizar una fusión de mentes (mind meld). Al hacerlo, descubre que V'Ger es una máquina viviente.
En el corazón de la nave, V'Ger revela ser la sonda no tripulada Voyager 6, una sonda espacial lanzada en el siglo XX desde la Tierra. La dañada sonda fue encontrada por una raza alienígena de máquinas vivientes, quienes interpretaron su programación como instrucciones para aprender todo lo que sea posible conocer, para luego regresar a su creador, la repararon, suministraron una fuente de energía y dejaron que siga con su misión. 
En su viaje de regreso, la sonda obtuvo tanto conocimiento en el espacio, que logró formar una conciencia propia, la cual se siente vacía y sin propósito, considera que solo con el encuentro de su creador y a través de su creador, V'Ger podrá explorar las cosas ilógicas, como otras dimensiones y resolver algunas preguntas. Ofreciéndose a la máquina como su creador para encontrarse nuevamente con su amada Ilia, Decker se fusiona con V'Ger originando una nueva forma de vida, la nube desaparece porque inicia un nuevo viaje para descubrir más misterios en otras dimensiones del universo, con la Tierra a salvo y su misión cumplida, Kirk comanda la Enterprise hacia futuras misiones.

## Producción

### Orígenes
La serie original había sido cancelada, tras la emisión de tres temporadas, debido a la escasa audiencia. Pero se produjo un resurgir por parte de los fanáticos de Star Trek, luego de que la serie pasara a sindicación en televisión, dejando en el camino varios intentos fallidos de producir una película, que habían comenzado en 1974. Numerosas ideas surgieron para lanzar lo que sería denominado como Star Trek II. Esto incluía el episodio «The God Thing» de Gene Roddenberry sobre una nave que visitaba la Tierra reclamando ser Dios, y la historia de Harlan Ellison sobre alienígenas reptiles cambiando el pasado de la Tierra, para que las serpientes se convirtieran en la especie dominante del planeta, en «The Planet of the Titans». La historia de Ellison estuvo a punto de convertirse en la primera película de Star Trek. El proyecto fue abandonado por Paramount Pictures en 1976.
En su lugar, en 1977, la atención se alejó de la película y se centró en realizar una segunda serie, titulada Star Trek: Phase II. El trabajo comenzó con los guiones para la serie, incluyendo el episodio piloto de dos horas llamado «In Thy Image». En medio de los preparativos para comenzar el rodaje, Michael Eisner, entonces jefe de Paramount, llamó a una reunión. Con respecto al piloto, Eisner dijo «hemos estado buscando una película de Star Trek y ésta es». A pesar de los cástines existentes, vestuario, escenografía y haber escrito doce guiones, la nueva serie, así como el nuevo canal de Paramount, fueron abandonados. La idea de lanzar un nuevo canal de televisión con Star Trek se revitalizó en 1995, con el episodio piloto de dos horas Caretaker de Star Trek: Voyager, estrenado en el nuevo canal de Paramount, UPN.
Los trabajos comenzaron reescribiendo el piloto de Phase II, «In Thy Image». Esta decisión no pudo llegar en mejor momento, pues a finales de 1977 Star Wars se había convertido en un éxito de taquilla, y Paramount puso The Motion Picture en preproducción.

### Efectos especiales
Los efectos especiales se convertirían en uno de los mayores problemas. A mitad de la producción se decidió que la compañía original de efectos que trabajaba en el proyecto, Robert Abel and Associates, no se encontraban preparados para realizar el gran número de escenas requeridas. En marzo de 1979, Paramount le ofreció a la compañía de Douglas Trumbull, Entertainment Effects Group, un cheque en blanco si podía tener todos los efectos terminados para su lanzamiento en Navidad. La mayor parte del trabajo de Robert Abel fue suprimido (el agujero de gusano sería el único efecto que llegaría a la película). Trumbull continuó con el trabajo, revisualizando y retrabajando la mayoría de los efectos, usando el mismo equipo de Close Encounters of the Third Kind y hasta subcontratando a John Dykstra (Star Wars).
La escena completa de Spock entrando en V'Ger fue filmada en el último momento por Trumbull, en junio de 1979. 
Esta es la primera vez en Star Trek que los Klingons aparecen con su «frente accidentada», en lugar de tener las cejas ganchudas y los bigotes vistos en Star Trek: La Serie Original. Este cambio de apariencia provocó un debate, y después de un cuarto de siglo de especulaciones por parte de los fanáticos, en 2005, se obtuvo finalmente una explicación canónica en Star Trek: Enterprise.

## Reparto

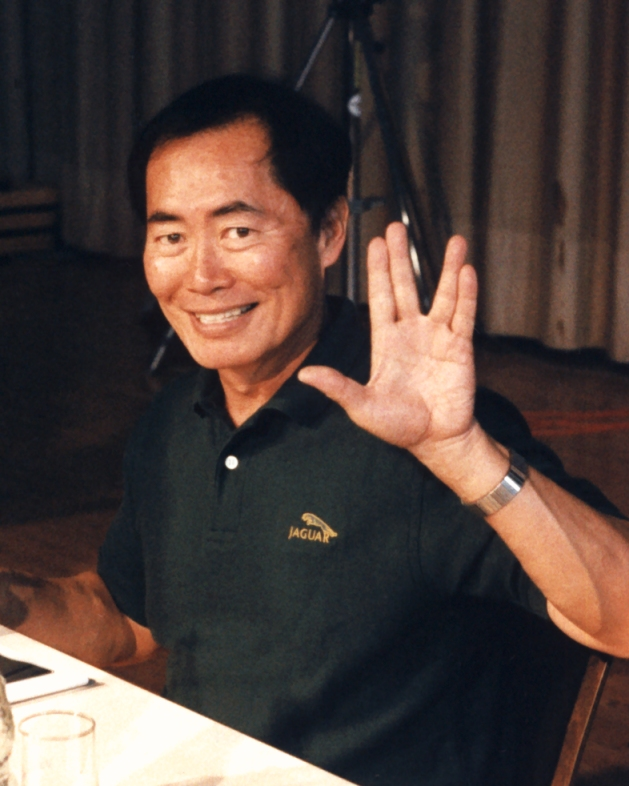
George Takei en 1996.

| Actor             | Personaje                               | Doblada en México | Doblada en España   |
| ----------------- | --------------------------------------- | ----------------- | ------------------- |
| William Shatner   | Almirante James T. Kirk                 | Enrique Mederos   | Constantino Romero  |
| Leonard Nimoy     | Comandante Spock                        | Gerardo Reyero    | Camilo García       |
| DeForest Kelley   | Comandante (Dr.) Leonard McCoy          | Alan Miró         | Pepe Mediavilla     |
| James Doohan      | Comandante Montgomery Scott             | Jorge Roig        | Luis Posada Mendoza |
| George Takei      | Tnte. Comandante Hikaru Sulu            | Arturo Mercado    | Claudi García       |
| Walter Koenig     | Tnte. Pavel Chekov                      | Roberto Mendiola  | Antonio Lara        |
| Nichelle Nichols  | Tnte. Comandante Uhura                  | Anabel Méndez     | Elsa Fábregas       |
| Majel Barrett     | Tnte. Comandante (Dr.) Christine Chapel | Patricia Acevedo  | (Desconocido)       |
| Grace Lee Whitney | Jefe de Transporte Janice Rand          | Aracelli de Leon  | Enriqueta Linares   |
| Persis Khambatta  | Teniente Ilia                           | Belinda Martínez  | Marta Angelat       |
| Stephen Collins   | Capitán/Comandante Willard Decker       | Humberto Vélez    | Manolo García       |
| Mark Lenard       | Capitán Klingon                         | Germán Robles     |                     |

## Recepción
Star Trek: The Motion Picture consiguió en Estados Unidos una recaudación de 82.26 millones de dólares, y mundialmente 159 millones de dólares. A pesar de haber obtenido una importante recaudación, se consideró que sus resultados no habían sido buenos debido a su gran presupuesto de 45.5 millones de dólares. Debido a su recepción, se decidió que tendría continuación, La ira de Khan. La película fue candidata a tres Premios de la Academia como Mejor Director de Arte - Decorado, Mejores Efectos Especiales y Mejor Música.

## Novela
Para coincidir con el lanzamiento del film, Pocket Books publicó la novela de la película escrita por el creador de Star Trek, Gene Roddenberry. Este libro, publicado en ediciones de tapa blanda y dura, es importante por varias razones. Es la primera y única novela de publicada por el mismo Roddenberry, y lanzó literariamente los Pockets Books de la franquicia de Star Trek. Durante un tiempo fue discutida la autoría de la novela, con rumores en los 80 de que en verdad fue escrita por Alan Dean Foster.
La novela de Roddenberry agregaba elementos a las historia que no fueron incluidos en el filme. De acuerdo al libro, William Decker es el hijo del Comodoro Matt Decker del episodio de la serie original The Doomdays Machine, que también estaba incluido en los planes para Star Trek: Phase II.

## Formato doméstico
Una edición extendida fue comercializada en VHS y estrenada por ABC en 1983, incluyendo varias escenas eliminadas. Esta fue la primera vez que una versión extendida fue creada para televisión y para el nuevo mercado del VHS.
En 2001, la Edición del Director fue lanzada en VHS y DVD. Robert Wise tuvo la oportunidad de reeditar el filme para alcanzar su visión original, y también completar las escenas eliminadas agregando CGI (Imágenes Generadas por Computadoras) que no fueron incluidas debido a limitaciones en el tiempo y que por falta de presupuesto fueron renderizadas a 480p. La Edición del Director también incluye una mezcla adecuada de los sonidos, que no contaba la edición estrenada en cines.
El 12 de mayo de 2009, sale a la venta la primera versión en Blu-Ray de The Motion Picture, incluida en un pack que contiene las seis películas protagonizadas por el elenco de Star Trek: The Original Series. La película incluye sonido Dolby TrueHD de 7.1 canales así como también todo el material extra presente en los DVD. Únicamente la versión cinematográfica fue incluida en este Blu-Ray.
En 2022, el montaje del director fue relanzado en Blu-Ray y online. Cuenta con un escaneo en 4K del negativo original de la película junto al renderizado en 4K de los efectos CGI y una mezcla de sonido en Dolby Atmos para la versión en inglés y de 5.1 para la versión en español.